# Biserica „Schimbarea la Față” din Trebujeni
Biserica „Schimbarea la Față” este o biserică amplasată în Trebujeni, raionul Orhei, Republica Moldova. Este un monument arhitectural de importanță națională inclus în Registrul monumentelor Republicii Moldova ocrotite de stat cu nr. 1250 (raionul Orhei). Datează din 1844.